# Passe-partout (verhaal)
Passe partout is een sciencefictionverhaal geschreven door de Amerikaan Damon Knight. Hij schreef het verhaal in 1952 voor het blad Galaxy. Het is dan 1952. in 1973 nam collega sciencefictionschrijver Robert Silverberg het op in zijn bundel Deep Space. Deep space verscheen in 1980 onder de titel Het verre Centaurus in de serie Bruna SF.

## Het verhaal
Het verhaal speelt zich af na 1980. Op Aarde vond een gelijkschakeling plaats van alle personen die dan op de planeet woonden en die daarna geboren worden. De gelijkschakeling was nodig om conflicten te voorkomen en geestesziekten uit te bannen. Bij een klein deel van de bevolking lukt die gelijkschakeling niet en deze worden als krankzinnig aangeduid. Richard Falk is zo’n afwijkende. Er is echter een manier om te ontsnappen, zie dat je naar Mars geraakt. De Aarde verbiedt dat echter, want als alle niet-gelijkgeschakelden daarnaartoe vluchten ontstaan twee verschillende werelden, hetgeen een conflict mogelijk maakt. Falk weet dan toch op Mars te geraken. Aldaar treft hij een min of meer gelijkgestemde aan. Deze laat zien dat er op Mars een sterrenpoort is. Niemand is er tot dan toe achter gekomen hoe die werkt. Men stapt in en haalt een hendel over, maar dat is het dan ook. De “Marsbewoner” geeft aan dat de gelijkschakeling bij hem gedeeltelijk is aangeslagen en dat hij dus niet de poort in durft te gaan. Falk stapt wel in de sterrenpoort en haalt de hendel over. Het blijkt dat de sterrenpoort je naar willekeurige ongekende werelden brengt alwaar ook zo’n sterrenpoort staat. Het heeft echte nog een voordeel/nadeel, je wordt niet meer ouder dan dat je op dat moment bent. Falk is daarmee eeuwig gedoemd/vermaakt tussen de sterren/planeten te reizen. Het zou wel een erg groot toeval zijn, als de sterrenpoort hem weer naar Mars zou brengen.